# Grades militaires croates
Les grades militaires croates sont les suivants:

## Grades de l'armée de terre et de l'armée de l'air
| Generali - Généraux                          |                                              |                                              |                                              |                                              |                                              |                                            |                                            |                                            |                                            |                                            |                                            |                                            |                                            |                                            |                                             |                                             |                                             |                                             |                                             |                                             |                                             |                                             |                                             |                                             |                                             |                                             |                                             |                                             |                                             |
|                                              |                                              |                                              |                                              |                                              |                                              |                                            |                                            |                                            |                                            |                                            |                                            |                                            |                                            |                                            |                                             |                                             |                                             |                                             |                                             |                                             |                                             |                                             |                                             |                                             |                                             |                                             |                                             |                                             |                                             |
| Stožerni general                             | Stožerni general                             | Stožerni general                             | Stožerni general                             | Stožerni general                             | Stožerni general                             | General zbora                              | General zbora                              | General zbora                              | General zbora                              | General zbora                              | General zbora                              | General pukovnik                           | General pukovnik                           | General pukovnik                           | General pukovnik                            | General pukovnik                            | General pukovnik                            | General bojnik                              | General bojnik                              | General bojnik                              | General bojnik                              | General bojnik                              | General bojnik                              | Brigadni general                            | Brigadni general                            | Brigadni general                            | Brigadni general                            | Brigadni general                            | Brigadni general                            |
| Général de l'armée de terre (Armée de l'Air) | Général de l'armée de terre (Armée de l'Air) | Général de l'armée de terre (Armée de l'Air) | Général de l'armée de terre (Armée de l'Air) | Général de l'armée de terre (Armée de l'Air) | Général de l'armée de terre (Armée de l'Air) | Général                                    | Général                                    | Général                                    | Général                                    | Général                                    | Général                                    | Lieutenant-général                         | Lieutenant-général                         | Lieutenant-général                         | Lieutenant-général                          | Lieutenant-général                          | Lieutenant-général                          | Major-Général                               | Major-Général                               | Major-Général                               | Major-Général                               | Major-Général                               | Major-Général                               | Brigadier Général                           | Brigadier Général                           | Brigadier Général                           | Brigadier Général                           | Brigadier Général                           | Brigadier Général                           |
| Časnici - Officiers                          |                                              |                                              |                                              |                                              |                                              |                                            |                                            |                                            |                                            |                                            |                                            |                                            |                                            |                                            |                                             |                                             |                                             |                                             |                                             |                                             |                                             |                                             |                                             |                                             |                                             |                                             |                                             |                                             |                                             |
| Viši časnici - Officiers Supérieurs          | Viši časnici - Officiers Supérieurs          | Viši časnici - Officiers Supérieurs          | Viši časnici - Officiers Supérieurs          | Viši časnici - Officiers Supérieurs          | Viši časnici - Officiers Supérieurs          | Viši časnici - Officiers Supérieurs        | Viši časnici - Officiers Supérieurs        | Viši časnici - Officiers Supérieurs        | Viši časnici - Officiers Supérieurs        | Viši časnici - Officiers Supérieurs        | Viši časnici - Officiers Supérieurs        | Viši časnici - Officiers Supérieurs        | Viši časnici - Officiers Supérieurs        | Viši časnici - Officiers Supérieurs        | Niži časnici - Officiers                    | Niži časnici - Officiers                    | Niži časnici - Officiers                    | Niži časnici - Officiers                    | Niži časnici - Officiers                    | Niži časnici - Officiers                    | Niži časnici - Officiers                    | Niži časnici - Officiers                    | Niži časnici - Officiers                    | Niži časnici - Officiers                    | Niži časnici - Officiers                    | Niži časnici - Officiers                    | Niži časnici - Officiers                    | Niži časnici - Officiers                    | Niži časnici - Officiers                    |
|                                              |                                              |                                              |                                              |                                              |                                              |                                            |                                            |                                            |                                            |                                            |                                            |                                            |                                            |                                            |                                             |                                             |                                             |                                             |                                             |                                             |                                             |                                             |                                             |                                             |                                             |                                             |                                             |                                             |                                             |
| Brigadir                                     | Brigadir                                     | Brigadir                                     | Brigadir                                     | Brigadir                                     | Pukovnik                                     | Pukovnik                                   | Pukovnik                                   | Pukovnik                                   | Pukovnik                                   | Bojnik                                     | Bojnik                                     | Bojnik                                     | Bojnik                                     | Bojnik                                     | Satnik                                      | Satnik                                      | Satnik                                      | Satnik                                      | Satnik                                      | Natporučnik                                 | Natporučnik                                 | Natporučnik                                 | Natporučnik                                 | Natporučnik                                 | Poručnik                                    | Poručnik                                    | Poručnik                                    | Poručnik                                    | Poručnik                                    |
| Colonel                                      | Colonel                                      | Colonel                                      | Colonel                                      | Colonel                                      | Lieutenant-colonel                           | Lieutenant-colonel                         | Lieutenant-colonel                         | Lieutenant-colonel                         | Lieutenant-colonel                         | Major                                      | Major                                      | Major                                      | Major                                      | Major                                      | Capitaine                                   | Capitaine                                   | Capitaine                                   | Capitaine                                   | Capitaine                                   | Lieutenant                                  | Lieutenant                                  | Lieutenant                                  | Lieutenant                                  | Lieutenant                                  | Sous-Lieutenant                             | Sous-Lieutenant                             | Sous-Lieutenant                             | Sous-Lieutenant                             | Sous-Lieutenant                             |
| Dočasnici - Sous-Officiers                   |                                              |                                              |                                              |                                              |                                              |                                            |                                            |                                            |                                            |                                            |                                            |                                            |                                            |                                            |                                             |                                             |                                             |                                             |                                             |                                             |                                             |                                             |                                             |                                             |                                             |                                             |                                             |                                             |                                             |
| Viši dočasnici - Sous-Officiers supérieurs   | Viši dočasnici - Sous-Officiers supérieurs   | Viši dočasnici - Sous-Officiers supérieurs   | Viši dočasnici - Sous-Officiers supérieurs   | Viši dočasnici - Sous-Officiers supérieurs   | Viši dočasnici - Sous-Officiers supérieurs   | Viši dočasnici - Sous-Officiers supérieurs | Viši dočasnici - Sous-Officiers supérieurs | Viši dočasnici - Sous-Officiers supérieurs | Viši dočasnici - Sous-Officiers supérieurs | Viši dočasnici - Sous-Officiers supérieurs | Viši dočasnici - Sous-Officiers supérieurs | Viši dočasnici - Sous-Officiers supérieurs | Viši dočasnici - Sous-Officiers supérieurs | Viši dočasnici - Sous-Officiers supérieurs | Niži dočasnici - Sous-Officiers subalternes | Niži dočasnici - Sous-Officiers subalternes | Niži dočasnici - Sous-Officiers subalternes | Niži dočasnici - Sous-Officiers subalternes | Niži dočasnici - Sous-Officiers subalternes | Niži dočasnici - Sous-Officiers subalternes | Niži dočasnici - Sous-Officiers subalternes | Niži dočasnici - Sous-Officiers subalternes | Niži dočasnici - Sous-Officiers subalternes | Niži dočasnici - Sous-Officiers subalternes | Niži dočasnici - Sous-Officiers subalternes | Niži dočasnici - Sous-Officiers subalternes | Niži dočasnici - Sous-Officiers subalternes | Niži dočasnici - Sous-Officiers subalternes | Niži dočasnici - Sous-Officiers subalternes |
|                                              |                                              |                                              |                                              |                                              |                                              |                                            |                                            |                                            |                                            |                                            |                                            |                                            |                                            |                                            |                                             |                                             |                                             |                                             |                                             |                                             |                                             |                                             |                                             |                                             |                                             |                                             |                                             |                                             |                                             |
| Časnički namjesnik                           | Časnički namjesnik                           | Časnički namjesnik                           | Časnički namjesnik                           | Časnički namjesnik                           | Stožerni narednik                            | Stožerni narednik                          | Stožerni narednik                          | Stožerni narednik                          | Stožerni narednik                          | Nadnarednik                                | Nadnarednik                                | Nadnarednik                                | Nadnarednik                                | Nadnarednik                                | Narednik                                    | Narednik                                    | Narednik                                    | Narednik                                    | Narednik                                    | Desetnik                                    | Desetnik                                    | Desetnik                                    | Desetnik                                    | Desetnik                                    | Skupnik                                     | Skupnik                                     | Skupnik                                     | Skupnik                                     | Skupnik                                     |
| Sergent Major                                | Sergent Major                                | Sergent Major                                | Sergent Major                                | Sergent Major                                | Sergent maître                               | Sergent maître                             | Sergent maître                             | Sergent maître                             | Sergent maître                             | Sergent Première Classe                    | Sergent Première Classe                    | Sergent Première Classe                    | Sergent Première Classe                    | Sergent Première Classe                    | Sergent d'état-major                        | Sergent d'état-major                        | Sergent d'état-major                        | Sergent d'état-major                        | Sergent d'état-major                        | Sergent                                     | Sergent                                     | Sergent                                     | Sergent                                     | Sergent                                     | Caporal                                     | Caporal                                     | Caporal                                     | Caporal                                     | Caporal                                     |
| Vojnici - Soldats                            |                                              |                                              |                                              |                                              |                                              |                                            |                                            |                                            |                                            |                                            |                                            |                                            |                                            |                                            |                                             |                                             |                                             |                                             |                                             |                                             |                                             |                                             |                                             |                                             |                                             |                                             |                                             |                                             |                                             |
|                                              |                                              |                                              |                                              |                                              |                                              |                                            |                                            |                                            |                                            |                                            |                                            |                                            |                                            |                                            |                                             |                                             |                                             |                                             |                                             |                                             |                                             |                                             |                                             |                                             |                                             |                                             |                                             |                                             |                                             |
| Razvodnik                                    | Razvodnik                                    | Razvodnik                                    | Razvodnik                                    | Razvodnik                                    | Razvodnik                                    | Razvodnik                                  | Razvodnik                                  | Razvodnik                                  | Razvodnik                                  | Razvodnik                                  | Razvodnik                                  | Razvodnik                                  | Razvodnik                                  | Razvodnik                                  | Pozornik                                    | Pozornik                                    | Pozornik                                    | Pozornik                                    | Pozornik                                    | Pozornik                                    | Pozornik                                    | Pozornik                                    | Pozornik                                    | Pozornik                                    | Pozornik                                    | Pozornik                                    | Pozornik                                    | Pozornik                                    | Pozornik                                    |
| Premier soldat de première classe            | Premier soldat de première classe            | Premier soldat de première classe            | Premier soldat de première classe            | Premier soldat de première classe            | Premier soldat de première classe            | Premier soldat de première classe          | Premier soldat de première classe          | Premier soldat de première classe          | Premier soldat de première classe          | Premier soldat de première classe          | Premier soldat de première classe          | Premier soldat de première classe          | Premier soldat de première classe          | Premier soldat de première classe          | Soldat de première classe                   | Soldat de première classe                   | Soldat de première classe                   | Soldat de première classe                   | Soldat de première classe                   | Soldat de première classe                   | Soldat de première classe                   | Soldat de première classe                   | Soldat de première classe                   | Soldat de première classe                   | Soldat de première classe                   | Soldat de première classe                   | Soldat de première classe                   | Soldat de première classe                   | Soldat de première classe                   |

## Grades de la Marine
| Admirali - Amiraux                         |                                            |                                            |                                            |                                            |                                            |                                            |                                            |                                            |                                            |                                            |                                            |                                            |                                            |                                            |                                             |                                             |                                             |                                             |                                             |                                             |                                             |                                             |                                             |                                             |                                             |                                             |                                             |                                             |                                             |
|                                            |                                            |                                            |                                            |                                            |                                            |                                            |                                            |                                            |                                            |                                            |                                            |                                            |                                            |                                            |                                             |                                             |                                             |                                             |                                             |                                             |                                             |                                             |                                             |                                             |                                             |                                             |                                             |                                             |                                             |
| Admiral flote                              | Admiral flote                              | Admiral flote                              | Admiral flote                              | Admiral flote                              | Admiral flote                              | Admiral                                    | Admiral                                    | Admiral                                    | Admiral                                    | Admiral                                    | Admiral                                    | Viceadmiral                                | Viceadmiral                                | Viceadmiral                                | Viceadmiral                                 | Viceadmiral                                 | Viceadmiral                                 | Kontraadmiral                               | Kontraadmiral                               | Kontraadmiral                               | Kontraadmiral                               | Kontraadmiral                               | Kontraadmiral                               | Komodor                                     | Komodor                                     | Komodor                                     | Komodor                                     | Komodor                                     | Komodor                                     |
| Amiral de la flotte                        | Amiral de la flotte                        | Amiral de la flotte                        | Amiral de la flotte                        | Amiral de la flotte                        | Amiral de la flotte                        | Vice-amiral d'escadre                      | Vice-amiral d'escadre                      | Vice-amiral d'escadre                      | Vice-amiral d'escadre                      | Vice-amiral d'escadre                      | Vice-amiral d'escadre                      | Vice-amiral                                | Vice-amiral                                | Vice-amiral                                | Vice-amiral                                 | Vice-amiral                                 | Vice-amiral                                 | Contre-amiral                               | Contre-amiral                               | Contre-amiral                               | Contre-amiral                               | Contre-amiral                               | Contre-amiral                               | Commodore                                   | Commodore                                   | Commodore                                   | Commodore                                   | Commodore                                   | Commodore                                   |
| Časnici - Officiers                        |                                            |                                            |                                            |                                            |                                            |                                            |                                            |                                            |                                            |                                            |                                            |                                            |                                            |                                            |                                             |                                             |                                             |                                             |                                             |                                             |                                             |                                             |                                             |                                             |                                             |                                             |                                             |                                             |                                             |
| Viši časnici - Officers Supérieurs         | Viši časnici - Officers Supérieurs         | Viši časnici - Officers Supérieurs         | Viši časnici - Officers Supérieurs         | Viši časnici - Officers Supérieurs         | Viši časnici - Officers Supérieurs         | Viši časnici - Officers Supérieurs         | Viši časnici - Officers Supérieurs         | Viši časnici - Officers Supérieurs         | Viši časnici - Officers Supérieurs         | Viši časnici - Officers Supérieurs         | Viši časnici - Officers Supérieurs         | Viši časnici - Officers Supérieurs         | Viši časnici - Officers Supérieurs         | Viši časnici - Officers Supérieurs         | Niži časnici - Officiers                    | Niži časnici - Officiers                    | Niži časnici - Officiers                    | Niži časnici - Officiers                    | Niži časnici - Officiers                    | Niži časnici - Officiers                    | Niži časnici - Officiers                    | Niži časnici - Officiers                    | Niži časnici - Officiers                    | Niži časnici - Officiers                    | Niži časnici - Officiers                    | Niži časnici - Officiers                    | Niži časnici - Officiers                    | Niži časnici - Officiers                    | Niži časnici - Officiers                    |
|                                            |                                            |                                            |                                            |                                            |                                            |                                            |                                            |                                            |                                            |                                            |                                            |                                            |                                            |                                            |                                             |                                             |                                             |                                             |                                             |                                             |                                             |                                             |                                             |                                             |                                             |                                             |                                             |                                             |                                             |
| Kapetan bojnog broda                       | Kapetan bojnog broda                       | Kapetan bojnog broda                       | Kapetan bojnog broda                       | Kapetan bojnog broda                       | Kapetan fregate                            | Kapetan fregate                            | Kapetan fregate                            | Kapetan fregate                            | Kapetan fregate                            | Kapetan korvete                            | Kapetan korvete                            | Kapetan korvete                            | Kapetan korvete                            | Kapetan korvete                            | Poručnik bojnog broda                       | Poručnik bojnog broda                       | Poručnik bojnog broda                       | Poručnik bojnog broda                       | Poručnik bojnog broda                       | Poručnik fregate                            | Poručnik fregate                            | Poručnik fregate                            | Poručnik fregate                            | Poručnik fregate                            | Poručnik korvete                            | Poručnik korvete                            | Poručnik korvete                            | Poručnik korvete                            | Poručnik korvete                            |
| Capitaine de vaisseau                      | Capitaine de vaisseau                      | Capitaine de vaisseau                      | Capitaine de vaisseau                      | Capitaine de vaisseau                      | Capitaine de frégate                       | Capitaine de frégate                       | Capitaine de frégate                       | Capitaine de frégate                       | Capitaine de frégate                       | Capitaine de corvette                      | Capitaine de corvette                      | Capitaine de corvette                      | Capitaine de corvette                      | Capitaine de corvette                      | Lieutenant de vaisseau                      | Lieutenant de vaisseau                      | Lieutenant de vaisseau                      | Lieutenant de vaisseau                      | Lieutenant de vaisseau                      | Enseigne de vaisseau de première classe     | Enseigne de vaisseau de première classe     | Enseigne de vaisseau de première classe     | Enseigne de vaisseau de première classe     | Enseigne de vaisseau de première classe     | Enseigne de vaisseau de deuxième classe     | Enseigne de vaisseau de deuxième classe     | Enseigne de vaisseau de deuxième classe     | Enseigne de vaisseau de deuxième classe     | Enseigne de vaisseau de deuxième classe     |
| Dočasnici - Sous officiers                 |                                            |                                            |                                            |                                            |                                            |                                            |                                            |                                            |                                            |                                            |                                            |                                            |                                            |                                            |                                             |                                             |                                             |                                             |                                             |                                             |                                             |                                             |                                             |                                             |                                             |                                             |                                             |                                             |                                             |
| Viši dočasnici - Sous-officiers supérieurs | Viši dočasnici - Sous-officiers supérieurs | Viši dočasnici - Sous-officiers supérieurs | Viši dočasnici - Sous-officiers supérieurs | Viši dočasnici - Sous-officiers supérieurs | Viši dočasnici - Sous-officiers supérieurs | Viši dočasnici - Sous-officiers supérieurs | Viši dočasnici - Sous-officiers supérieurs | Viši dočasnici - Sous-officiers supérieurs | Viši dočasnici - Sous-officiers supérieurs | Viši dočasnici - Sous-officiers supérieurs | Viši dočasnici - Sous-officiers supérieurs | Viši dočasnici - Sous-officiers supérieurs | Viši dočasnici - Sous-officiers supérieurs | Viši dočasnici - Sous-officiers supérieurs | Niži dočasnici - Sous-officiers subalternes | Niži dočasnici - Sous-officiers subalternes | Niži dočasnici - Sous-officiers subalternes | Niži dočasnici - Sous-officiers subalternes | Niži dočasnici - Sous-officiers subalternes | Niži dočasnici - Sous-officiers subalternes | Niži dočasnici - Sous-officiers subalternes | Niži dočasnici - Sous-officiers subalternes | Niži dočasnici - Sous-officiers subalternes | Niži dočasnici - Sous-officiers subalternes | Niži dočasnici - Sous-officiers subalternes | Niži dočasnici - Sous-officiers subalternes | Niži dočasnici - Sous-officiers subalternes | Niži dočasnici - Sous-officiers subalternes | Niži dočasnici - Sous-officiers subalternes |
|                                            |                                            |                                            |                                            |                                            |                                            |                                            |                                            |                                            |                                            |                                            |                                            |                                            |                                            |                                            |                                             |                                             |                                             |                                             |                                             |                                             |                                             |                                             |                                             |                                             |                                             |                                             |                                             |                                             |                                             |
| Časnički namjesnik                         | Časnički namjesnik                         | Časnički namjesnik                         | Časnički namjesnik                         | Časnički namjesnik                         | Stožerni narednik                          | Stožerni narednik                          | Stožerni narednik                          | Stožerni narednik                          | Stožerni narednik                          | Nadnarednik                                | Nadnarednik                                | Nadnarednik                                | Nadnarednik                                | Nadnarednik                                | Narednik                                    | Narednik                                    | Narednik                                    | Narednik                                    | Narednik                                    | Desetnik                                    | Desetnik                                    | Desetnik                                    | Desetnik                                    | Desetnik                                    | Skupnik                                     | Skupnik                                     | Skupnik                                     | Skupnik                                     | Skupnik                                     |
| Maître principal                           | Maître principal                           | Maître principal                           | Maître principal                           | Maître principal                           | Premier maître                             | Premier maître                             | Premier maître                             | Premier maître                             | Premier maître                             | Maître                                     | Maître                                     | Maître                                     | Maître                                     | Maître                                     | Second-maître                               | Second-maître                               | Second-maître                               | Second-maître                               | Second-maître                               | Quartier-maître de première classe          | Quartier-maître de première classe          | Quartier-maître de première classe          | Quartier-maître de première classe          | Quartier-maître de première classe          | Quartier-maître de deuxième classe          | Quartier-maître de deuxième classe          | Quartier-maître de deuxième classe          | Quartier-maître de deuxième classe          | Quartier-maître de deuxième classe          |
| Mornari i kadeti - Matelots and cadets     |                                            |                                            |                                            |                                            |                                            |                                            |                                            |                                            |                                            |                                            |                                            |                                            |                                            |                                            |                                             |                                             |                                             |                                             |                                             |                                             |                                             |                                             |                                             |                                             |                                             |                                             |                                             |                                             |                                             |
|                                            |                                            |                                            |                                            |                                            |                                            |                                            |                                            |                                            |                                            |                                            |                                            |                                            |                                            |                                            |                                             |                                             |                                             |                                             |                                             |                                             |                                             |                                             |                                             |                                             |                                             |                                             |                                             |                                             |                                             |
| Razvodnik                                  | Razvodnik                                  | Razvodnik                                  | Razvodnik                                  | Razvodnik                                  | Razvodnik                                  | Razvodnik                                  | Razvodnik                                  | Razvodnik                                  | Razvodnik                                  | Razvodnik                                  | Razvodnik                                  | Razvodnik                                  | Razvodnik                                  | Razvodnik                                  | Pozornik                                    | Pozornik                                    | Pozornik                                    | Pozornik                                    | Pozornik                                    | Pozornik                                    | Pozornik                                    | Pozornik                                    | Pozornik                                    | Pozornik                                    | Pozornik                                    | Pozornik                                    | Pozornik                                    | Pozornik                                    | Pozornik                                    |
| Matelot première classe                    | Matelot première classe                    | Matelot première classe                    | Matelot première classe                    | Matelot première classe                    | Matelot première classe                    | Matelot première classe                    | Matelot première classe                    | Matelot première classe                    | Matelot première classe                    | Matelot première classe                    | Matelot première classe                    | Matelot première classe                    | Matelot première classe                    | Matelot première classe                    | Matelot                                     | Matelot                                     | Matelot                                     | Matelot                                     | Matelot                                     | Matelot                                     | Matelot                                     | Matelot                                     | Matelot                                     | Matelot                                     | Matelot                                     | Matelot                                     | Matelot                                     | Matelot                                     | Matelot                                     |